# Episodi de L'arca del dottor Bayer (sesta stagione)
La sesta stagione della serie televisiva L'arca del dottor Bayer è stata trasmessa in anteprima in Germania dalla ZDF tra il 17 luglio 1990 e il 18 settembre 1990.
| nº | Titolo originale              | Titolo italiano | Prima TV Germania | Prima TV Italia |
| -- | ----------------------------- | --------------- | ----------------- | --------------- |
| 1  | Tiere spüren sowas            |                 | 17 luglio 1990    |                 |
| 2  | Der geflügelte Wachhund       |                 | 24 luglio 1990    |                 |
| 3  | Was ist los mit Ira?          |                 | 31 luglio 1990    |                 |
| 4  | Herrenlos?                    |                 | 7 agosto 1990     |                 |
| 5  | Julias Hund                   |                 | 14 agosto 1990    |                 |
| 6  | Beelzebub                     |                 | 21 agosto 1990    |                 |
| 7  | Der doppelte Lucky            |                 | 28 agosto 1990    |                 |
| 8  | Frau Stenzels Testament       |                 | 4 settembre 1990  |                 |
| 9  | Die Frösche und der Komponist |                 | 11 settembre 1990 |                 |
| 10 | Der Rabe und das Äffchen      |                 | 18 settembre 1990 |                 |